# Sue Vertue

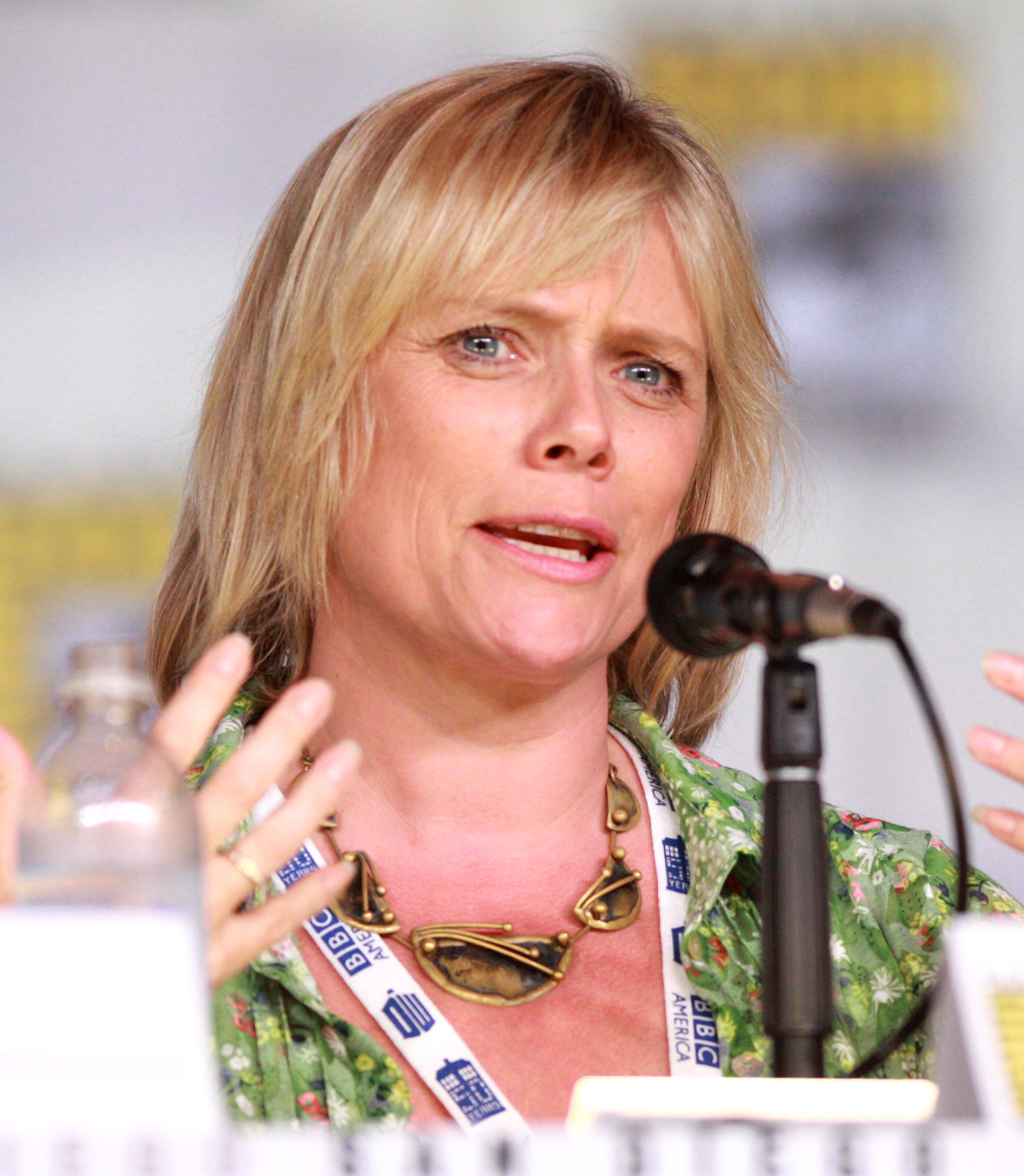

Sue Vertue (geboren 21. September 1960 in Surrey, England) ist eine britische Fernsehproduzentin, die hauptsächlich Comedy-Fernsehsendungen wie Mr. Bean und Coupling – Wer mit wem? produziert hat. Sie ist die Tochter der britischen TV-Produzentin Beryl Vertue und die Frau des britischen Drehbuchautors Steven Moffat. 
Weitere von ihr produzierte Sendungen sind Sherlock, Carrie and Barry, Supernova, Fear, Stress & Anger und The Cup.